# Sloanea cruenta
Sloanea cruenta är en tvåhjärtbladig växtart som beskrevs av Cyrus Longworth Lundell. Sloanea cruenta ingår i släktet Sloanea och familjen Elaeocarpaceae. Inga underarter finns listade i Catalogue of Life.